# Liste des épisodes de The Good Wife
Cet article présente la liste des épisodes de la série télévisée The Good Wife.

## Panorama des saisons
| Saison | Saison | Nombre d'épisodes | Horaire         | Diffusion originale | Diffusion originale | Audiences (en millions) | Audiences (en millions) | Date de sortie en DVD | Date de sortie en DVD | Date de sortie en DVD |
| Saison | Saison | Nombre d'épisodes | Horaire         | Début de saison     | Fin de saison       | États-Unis              | France                  | États-Unis            | France                | Disques               |
| ------ | ------ | ----------------- | --------------- | ------------------- | ------------------- | ----------------------- | ----------------------- | --------------------- | --------------------- | --------------------- |
|        | 1      | 23                | Mardi à 22 h    | 22 septembre 2009   | 25 mai 2010         | 13,12                   | 2,30                    | 14 septembre 2010     | 29 mars 2011          | 6                     |
|        | 2      | 23                | Mardi à 22 h    | 28 septembre 2010   | 17 mai 2011         | 13,00                   | 2,11                    | 13 septembre 2011     | 15 février 2012       | 6                     |
|        | 3      | 22                | Dimanche à 21 h | 25 septembre 2011   | 29 avril 2012       | 11,83                   | TBA                     | 4 septembre 2012      | 18 septembre 2013     | 6                     |
|        | 4      | 22                | Dimanche à 21 h | 30 septembre 2012   | 28 avril 2013       | 10,98                   | TBA                     | 20 août 2013          | 10 septembre 2014     | 6                     |
|        | 5      | 22                | Dimanche à 21 h | 29 septembre 2013   | 18 mai 2014         | 11,43                   | TBA                     | 19 août 2014          | 2 septembre 2015      | 6                     |
|        | 6      | 22                | Dimanche à 21 h | 21 septembre 2014   | 10 mai 2015         | 12,17                   | TBA                     | TBA                   | TBA                   | TBA                   |
|        | 7      | 22                | Dimanche à 21 h | 4 octobre 2015      | 8 mai 2016          | 10,85                   | TBA                     | TBA                   | TBA                   | TBA                   |

## Liste des épisodes
Remarque : Pour les quatre premières saisons, les titres des épisodes originaux comportent un nombre de mots égal au numéro de la saison. Tandis qu'à la saison 5 nous redescendons à 3 mots , saison 6 à 2 mots et saison 7 (en cours) à 1 mot . 

### Première saison (2009-2010)
La première saison de la série a été diffusée du 22 septembre 2009 au 25 mai 2010 sur le réseau CBS.
1. Une Femme dans la Tourmente (Pilot)
2. La Dernière Danse (Stripped)
3. Retour à Highland Park (Home)
4. Un soupçon de corruption (Fixed)
5. Collision (Crash)
6. Présumé Coupable (Conjugal)
7. Une Affaire peu Orthodoxe (Unorthodox)
8. Témoins Gênants (Unprepared)
9. Le Troisième Élément (Threesome)
10. En toute Partialité (Lifeguard)
11. Le Quatrième Pouvoir (Infamy)
12. Overdose (Painkiller)
13. L'Avocat du Diable (Bad)
14. Secrets d'Alcôve (Hi)
15. Aux Armes et Caetera (Bang)
16. Crise de Confiance (Fleas)
17. À Cœur Ouvert (Heart)
18. En leur Âme et Conscience (Doubt)
19. Discrimination (Boom)
20. Le Droit d'exil (Mock)
21. Vivre ou laisser Mourir ? (Unplugged)
22. Hybristophilie (Hybristophilia)
23. Il n'est Jamais trop Tard (Running)

### Deuxième saison (2010-2011)
Le 14 janvier 2010, la série a été renouvelée pour une deuxième saison diffusée du 28 septembre 2010 au 17 mai 2011 sur le réseau CBS.
1. Les Corps étrangers (Taking Control)
2. Cour Martiale (Double Jeopardy)
3. Le Tueur du gémeau (Breaking Fast)
4. Le Vent du changement (Cleaning House)
5. Une Proposition indécente (VIP Treatment)
6. Traitement de Choc (Poisoned Pill)
7. Mauvaises Filles (Bad Girls)
8. Sur écoute (On Tap)
9. La Mort en sursis (Nine Hours)
10. Le Dilemme du prisonnier (Breaking Up)
11. Cabales (Two Courts)
12. Un Monde sans pitié (Silly Season)
13. Le Cheval de Troie (Real Deal)
14. Liberté d'expression (Net Worth)
15. Balle masquée (Silver Bullet)
16. Les Maîtres du jeu (Great Firewall)
17. Immunité (Ham Sandwich)
18. Cadavre Exquis (Killer Song)
19. Il n'y a pas de fin heureuse (Wrongful Termination)
20. L'Or noir (Foreign Affairs)
21. En souffrance (In Sickness)
22. Triade (Getting Off)
23. Le Chant du signe (Closing Arguments)

### Troisième saison (2011-2012)
Le 18 mai 2011, la série a été renouvelée pour une troisième saison diffusée du 25 septembre 2011 au 29 avril 2012 sur le réseau CBS.
1. Une Nouvelle Ère (A New Day)
2. La Zone de mort (The Death Zone)
3. Coup de poker (Get a Room)
4. Nourrir la Bête (Feeding the Rat)
5. Les Belles Rivales (Marthas and Caitlins)
6. Affaires d'état (Affairs of State)
7. Classé Secret défense (Executive Order 13224)
8. Pacte avec un tueur (Death Row Trip)
9. Whiskey Tango Foxtrot (Whiskey Tango Foxtrot)
10. Heures d'angoisse (Parenting Made Easy)
11. Un Jury sous influence (What Went Wrong)
12. Assignés levez-vous ! (Alienation of Affection)
13. Le Mystérieux Mr Bitcoin (Bitcoin For Dummies)
14. Dans la ligne de mire (Another Ham Sandwich)
15. Le Dernier Combat (Live From Damascus)
16. Le Pont des supplices (After the Fall)
17. Choix de femmes (Long Way Home)
18. La Glace et le Feu (Gloves Come Off)
19. La Cour des grands (Blue Ribbon Panel)
20. Tout le monde ment (Pants On Fire)
21. Le Côté obscur (The Penalty Box)
22. La Dream Team (The Dream Team)

### Quatrième saison (2012-2013)
Le 14 mars 2012, CBS a renouvelé la série pour une quatrième saison qui a été diffusée du 30 septembre 2012 au 28 avril 2013 sur le réseau CBS.
1. Abus de Pouvoir (I Fought the Law)
2. La Marque rouge (And the Law Won)
3. Elle Court, la Rumeur (Two Girls, One Code)
4. Crime de Haine (Don't Haze Me, Bro)
5. Le Père de l'année (Waiting for the Knock)
6. De guerre lasse (The Art of War)
7. Cachez ce sein... (Anatomy of a Joke)
8. Juge et Partie (Here Comes the Judge)
9. Justice pour tous (A Defense of Marriage)
10. Un Cas pour 4 (Battle of the Proxies)
11. Piqués au Vif (Boom De Ya Da)
12. La Tour de Babel (Je Ne Sais What?)
13. La Règle du 7e jour (The Seven Day Rule)
14. Fiction ou Réalité ? (Red Team, Blue Team)
15. La Ruée vers Gold (Going for the Gold)
16. Lester le Nettoyeur (Runnin' with the Devil)
17. Virage glissant (Invitation to an Inquest)
18. Juste un souvenir (Death of a Client)
19. Les Fantômes du passé (The Wheels of Justice)
20. Anonymous (Sex Dolls and Videotape)
21. L'union fait la force (A More Perfect Union)
22. Nuit blanche à Chicago (What's in the Box?)

### Cinquième saison (2013-2014)
Le 27 mars 2013, la série a été renouvelée pour une cinquième saison diffusée depuis le 29 septembre 2013.
1. Les meilleures choses ont une fin (Everything is Ending)
2. Big Brother (The Bit Bucket)
3. Le Temps presse (A Precious Commodity)
4. Havre de guerre (Outside the Bubble)
5. En mode commando (Hitting the Fan)
6. Tous les coups sont permis (The Next Day)
7. La Semaine suivante (The Next Week)
8. Politiquement correct (The Next Month)
9. Un Fil à la patte (Whack-a-Mole)
10. L'Arbre de Décision (The Decision Tree)
11. David et Goliath (Goliath and David)
12. Double Jeu (We, the Juries)
13. Les Constructions Parallèles (Parallel Construction, Bitches)
14. Le Discours d'une Reine (A Few Words)
15. Une Véritable Tragédie (Dramatics, Your Honor)
16. Comment lui dire adieu (The Last Call)
17. Les dames en noir (A Material World)
18. Fusion (All Tapped Out)
19. La corde au cou (Tying the Knot)
20. Une journée off (The Deep Web)
21. Le grand échiquier (The One Percent)
22. Tout est si compliqué (A Weird Year)

### Sixième saison (2014-2015)
Le 13 mars 2014, CBS a renouvelé la série pour une sixième saison diffusée depuis le 21 septembre 2014.
1. Derrière la ligne (1/2) (The Line)
2. Derrière la ligne (2/2)  (Trust Issues)
3. Justice divine  (Dear God)
4. La Pilule rouge  (Oppo Research)
5. Gare au virus (Shiny Objects)
6. Le Parfum de la dame en rouge  (Old Spice)
7. Naufrage en direct  (Message Discipline)
8. Marie-Antoinette  (Red Zone)
9. La Peur au ventre (Sticky Content)
10. Des heures sombres (The Trial)
11. Tentatives désespérées (Hail Mary)
12. Le Débat (The Debate)
13. Financements occultes (Dark Money)
14. Dans la tête d'Alicia... (Mind's Eye)
15. L'Alliance cordiale (Open Source)
16. Journée électorale (Red Meat)
17. Vilains petits emails (Undisclosed Recipients)
18. Toute la vérité ou presque (Loser Edit)
19. Le Parti s'occupe de vous (Winning Ugly)
20. La Terre brûlée  (The Deconstruction)
21. Le Défaut dans la défense (Don't Fail)
22. Recherche partenaire (Wanna Partner?)

### Septième saison (2015-2016)
Le 13 mai 2015, CBS a renouvelé la série pour une septième saison diffusée depuis le 4 octobre 2015 sur CBS, aux États-Unis. Le 7 février 2016, CBS annonce l'arrêt de la série à la fin de saison 7, le dernier épisode devant être diffusé le 8 mai 2016.
1. Un vent de changement (Bond)
2. Le temps de l’innocence (Innocents)
3. Cuisine et manigance (Cooked)
4. Non coupable (Taxed)
5. Coup de vieux (Payback)
6. Un monde de mensonges (Lies)
7. Intelligence artificielle (Driven)
8. Les Pour et les contre (Restraint)
9. Le Net plus ultra (Discovery)
10. Fantasme ou réalité ? (KSR)
11. Caucus (Iowa)
12. L'air de rien (Tracks)
13. Le message (Judged)
14. Comme un lundi (Monday)
15. Dans la ligne de mire (Targets)
16. Ouï-dire (Hearing)
17. Rendre les armes (Shoot)
18. Où sont les hommes (Unmanned)
19. Ennemis publics (Landing)
20. Ketouba (Party)
21. Le verdict (Verdict)
22. Vivre sa vie (End)